# Pyrene
Pyrene är i den grekiska mytologin dotter till kung Bebryx. När Herakles var på väg för att hämta den trehövdade jätten Geryons boskap drack han sig full av vin och gjorde henne havande. Pyrene födde en orm och i fruktan för sin faders vrede flydde hon ut i ödemarken där hon dödades av vilda djur. Under sin hemfärd fann Herakles hennes sönderslitna kropp, som han med sorg begravde i den gravkammare han skapade och numera är känd som bergskedjan Pyrenéerna.